# Великий парад (фільм)
«Великий парад» (англ. The Big Parade) — американська військова мелодрама режисера Кінга Відора 1925 року, присвячена подіям Першої світової війни.
«Великий парад» — перший з голлівудських фільмів, який показував, що перемога у війні не може бути виправдана ціною будь-яких втрат. У цьому плані він вважається попередником таких антивоєнних стрічок, як «На західному фронті без змін». У 1992 році «Великий парад» був занесений Бібліотекою Конгресу в реєстр найзначущіших американських фільмів.

## Сюжет
Фільм розповідає про долю трьох американських солдатів, які воювали в Європі. Всі троє були представниками різних соціальних класів — робочий, дрібний торговець і син багатих батьків. Війна стерла класові перегородки й зблизила молодих людей. Двоє загинули на фронті. Третій же, втративши ногу, повернувся додому. Він, розчарований у своїх сподіваннях і надіях, їде назад в Європу, де зустрічає міцну чоловічу дружбу та відчуває справжню любов.

## У ролях
- Джон Гілберт — Джеймс Епперсон
- Рене Адоре — Мелізанда
- Гобарт Босуорт — містер Епперсон
- Клер Макдауелл — місис Епперсон
- Карл Дейн — Слім

## Критика
Критика відзначала якісну роботу режисера й оператора, але залишилася незадоволеною деякими акторськими роботами. З усім тим фільм мав величезний успіх у прокаті. Окремі кінотеатри не знімали його з афіші понад рік. За деякими підрахунками, це найбільш комерційно успішний із всіх німих фільмів.